# Фролов, Григорий Николаевич
Григорий Николаевич Фролов (?—1812) — полковник, герой войн против Наполеона.

## Биография
Обстоятельства ранних лет жизни Фролова невыяснены.
23 июля 1806 года он, в чине полковника, был назначен командиром 4-го егерского полка, во главе которого принял участие в кампании против французов в Восточной Пруссии.
8 января 1807 года Фролов был награждён орденом св. Георгия 4-й степени (№ 694 по кавалерскому списку Судравского и № 1708 по списку Григоровича — Степанова)
В воздаяние отличного мужества и храбрости, оказанных в сражении 14-го декабря при Пултуске против французских войск, где командуя 4-м Егерским полком, неоднократно бодрственно и неустрашимо поражал неприятеля, подавая собою пример подчиненным.
7 ноября 1807 года Фролов был назначен шефом 23-го егерского полка и в 1808—1809 годах сражался против шведов в Финляндии. 13 октября 1809 года награждён золотой шпагой с надписью «За храбрость».
В 1812 году он принял участие в отражении нашествия Наполеона в Россию, был тяжело ранен в Бородинском бою и скончался под Москвой в начале ноября, из списков исключён умершим от ран 19 ноября.